# 테시투라
음악에서 테시투라(이탈리아어: tessitura)는 특정 가수(또는 드물게 악기)에게 가장 적합하고 편안한 음역대를 의미한다. 이는 주어진 성악 유형이 가장 아름답게(또는 특징적으로) 들리는 음색을 내는 범위를 뜻한다. 이 광범위한 정의는 종종 음악 작품의 특정 성부에서 가장 빈번하게 나타나는 음높이 범위를 특별히 지칭하는 것으로 해석된다. 따라서 기보법에서 테시투라는 특정 보컬(또는 드물게 기악) 성부가 위치하는 암비투스 또는 그 좁은 부분을 가리킨다. 이는 고음이든 저음이든 상관없다.
그러나 성부나 성악의 테시투라는 그 음역의 극단에 의해 결정되는 것이 아니라, 오히려 이 전체 음역 중 가장 많이 사용되는 부분에 의해 결정된다. 따라서 이는 음역의 '핵심'이라고 불린다. 예를 들어, 바그너의 《반지》 전체를 통틀어 지그프리트의 테너 역할을 위해 작곡된 음악은 1옥타브 도(C♯3)부터 3옥타브 도(C5)까지 범위를 갖지만, 대부분의 악구가 2옥타브 도(C4)에서 2옥타브 라(A4) 사이에 있기 때문에 테시투라는 높다고 설명된다.
더욱이 테시투라 개념은 단순히 음높이의 범위뿐만 아니라 그 음높이들의 배열도 다룬다. 가수 성부의 특정 선율 윤곽 또한 그의 보컬 테시투라의 중요한 측면으로 간주될 수 있다. 테시투라 고려사항에는 다음과 같은 요소들이 포함된다. 갑작스럽거나 점진적인 음높이 상승 및 하강의 비율(음높이 변화의 속도, 매우 높거나 낮은 음의 상대적 수, 곡의 선율과 악구가 상승하거나 하강하는 경향), 가수의 성대 근육 능력이 한 방향이나 다른 방향에 더 적합할 수 있다. 가수의 이상적인 테시투라는 그의 셈여림 범위가 가장 큰 단일 음높이를 중심으로 한다.
더 특별한 목소리의 '짜임새'로의 확장은 테시투라와 성악 유형의 혼합으로 이어졌다. 예를 들어, 가수가 극적 효과를 위해 유지할 수 있는 음량(크기)은 종종 그가 전문으로 하는 파흐(성악 유형) 또는 테시투라에 영향을 미친다. 예를 들어, 리릭 테너가 바그너나 다른 드라마틱한 역할을 노래할 수 있는 성악 음역을 가지고 있을 수 있지만, 오페라 공연 전체에 걸쳐 드라마틱한 강도를 위해 요구되는 음량을 유지하는 것은 성대에 손상을 줄 수 있거나 그의 능력을 넘어설 수 있다.

## 더 읽어보기
- Harris, Lee Davis (December 1996). 《A Study of Intensity Control in Males with Developing Voices: Implications for Pitch Range and Tessitura》 (doctoral thesis). University of North Texas.
- Moore, Randall S. (1991). “Comparison of Children's and Adults' Vocal Ranges and Preferred Tessituras in Singing Familiar Songs”. 《Bulletin of the Council for Research in Music Education》 (107): 13–22. JSTOR 40318417.
- Von Hippel, Paul (2000). “Redefining Pitch Proximity: Tessitura and Mobility as Constraints on Melodic Intervals”. 《Music Perception》 17 (3): 315–327. doi:10.2307/40285820. JSTOR 40285820. S2CID 121897755.
- Von Hippel, Paul; Huron, David (2000). “Why Do Skips Precede Reversals? The Effect of Tessitura on Melodic Structure”. 《Music Perception》 18 (1): 59–85. doi:10.2307/40285901. JSTOR 40285901.